# ديلينغن أن در دوناو

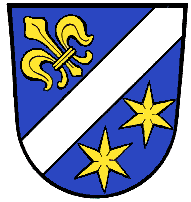

ديلينغن أو ديلينغن أن در دوناو (بالألمانية: Dillingen an der Donau) (ديلينغن على الدانوب) في بلدة في بافاريا في ألمانيا. هي المركز الإداري لمقاطعة ديلينغن.

## توأمة
لديلينغن أن در دوناو اتفاقيات توأمة مع كل من:
- براند-إربيسدورف
- بوندينو
- ناس

## أعلام
- ويلهلم باور
- كريستوف كوتشان
- هانس ميسمر
- جيرهارد زيمر
- سيباستيان إنجليرت